# Luis Eduardo Chebel Klein Nunes
Luis Eduardo Chebel Klein Nunes  (tiếng Trung: 杜度; sinh ngày 17 tháng 4 năm 1990), còn được biết với tên đơn giản Dudu , là một cầu thủ bóng đá Brasil hiện tại thi đấu cho câu lạc bộ tại Giải bóng đá ngoại hạng Hồng Kông Tai Po.
Anh là một tiền vệ đa năng và có thể thi đấu ở vị trí tiền vệ phòng ngự hay trung vệ.